# Nootrope
Les nootropes (du grec ancien νόος, nóos « psyché, esprit » et du suffixe -trope, de τρόπος, tropos « tour, direction, orientation ») sont des médicaments, plantes, compléments alimentaires et substances diverses possédant une action de modulation de la physiologie et de la psychologie impliquant une augmentation cognitive et qui ne présentent pas ou relativement peu d'effets nocifs sur la santé à dose standard. Les nootropes sont promus dans le transhumanisme[réf. nécessaire] comme un moyen général d'améliorer les conditions de vie, ou pour des buts spécifiques, comme l'augmentation de la motivation.
Depuis l'an 2000, plusieurs substances (par exemple la rivastigmine, la galantamine ou l'aniracétam) sont employées afin de retarder l'apparition de certains symptômes cognitifs dans la maladie d'Alzheimer.
Les nootropes sont pour la plupart des médicaments (pour certains extraits de plantes telles que le Ginkgo biloba). L'efficacité de la plupart de ces substances dans des maladies telles que la maladie d'Alzheimer n'est pas encore prouvée.

## Exemples
Stimulants supposés stimuler la mémoire, la vigilance ou certaines fonctions cérébrales :
Aliments
- Caféine
- Chocolat
- Poisson (marin)

Plante
- Brahmi

Molécules souvent ou parfois citées 
- Sulbutiamine (Arcalion)
- Adrafinil
- Dihydroergotoxine (Hydergine)
- DMAE
- Lévétiracétam, molécule proche de celle du piracétam (équivalent du GABA cyclisé)[2]
- Modafinil (Provigil)
- Nicotine
- Noopept
- Piracétam[3],[4]
- Reminyl[5]
- Sunifiram
- Suritozole
- Tyrosine[6]
- Vasopressine
- Certains corticoïdes, sédatifs ou bêta-bloquants[3]
- Extraits de Centella asiatica[7] ou de (Bacopa monnieri[8]) (en médecine ayurvédique)

- Centrophenoxine
- Semax (en)
- Selank

- le microdosage au LSD

## Nootropes équivalents du piracétam (racétams)
Les composés racétam partagent des structures similaires ainsi que les effets cognitifs. Le piracétam, historiquement l'un des premiers médicaments stimulant l'esprit, fut la première substance à être classée comme nootropique. Le mode d'action de ces racétams n'est pas encore clairement compris. Les racétams ne s'attachent à aucun récepteur connu dans le cerveau. Le piracétam, parfois considéré comme un médicament très sûr, peu toxique, est déconseillé par la revue Prescrire.
- Piracétam (nom de marque : Nootropyl)
- Aniracétam (nom de marque : Ampamet)
- Oxiracétam (nom de marque : Neuromed)
- Pramiracétam (nom de marque : Pramistar)
- Étiracétam
- Néfiracétam
- Rolziracétam
- Coluracétam
- Cébaracétam

## Dopaminergiques
Les dopaminergique sont des substances qui affectent le neurotransmetteur dopamine ou autre composé du système nerveux qui utilise la dopamine. La dopamine est un neurotransmetteur excitateur ayant des rôles dans l'éveil, la mémoire, le système de récompense (d'où l'effet très addictif de certains dopaminergiques) et sur la motricité.
1. Les amphétamines, qui ont prouvé qu'elles pouvaient améliorer la mémoire à condition qu'elles soient prises à faibles doses[11], car l'effet inverse se produit à forte dose, en plus du risque de neurotoxicité.
2. La L-Dopa et la Tolcapone, médicaments utilisés pour traiter la maladie de Parkinson, sont capables d'améliorer la mémoire[12].
3. Plusieurs nootropes sont à des degrés divers des dopaminergiques (pitolisant, modafinil et adrafinil par exemple, ou même la sulbutiamine).
4. Le méthylphénidate peut améliorer la mémoire, la concentration et l'éveil, mais il a de forts effets secondaires (cependant moins que les amphétamines)[13].

## Éveillants
Les agents éveillants (eugéroïques) agissent sur diverses transmissions afin d'améliorer la vigilance, souvent l'attention et parfois la mémoire, et ils sont conçus pour les personnes atteintes de troubles du sommeil (narcolepsie, hypersomnie idiopathique ou parfois le syndrome d'apnées du sommeil).
Ils sont composés :
1. Des afinils dont le modafinil, l'armodafinil (énantiomère du modafinil avec une demi-vie quatre heures supérieure à celle du modafinil) ;
2. Du pitolisant, qui améliore la vigilance en agissant sur le système de l'histamine dans le système nerveux central, et sur la mémoire car il agit sur le système cholinergique ;
3. Du fluorénol, qui agit comme inhibiteur de la recapture de la Dopamine, 56 % plus efficace que le modafinil pour le maintien de la vigilance.

## Adamantanes
La mémantine est utilisée dans la prise en charge de la maladie d'Alzheimer modérée a sévère.

## Stimulants communs
Dans les stimulants communs figurent la caféine, qui a prouvé une action sur la vigilance (probablement due a la libération d'adrénaline) et la nicotine (sous forme de tabac, ou de substituts, les substituts présentant moins de risques de dépendance). Chacune de ces substances engendre un syndrome de sevrage si les prises sont répétées sur plusieurs jours, et apparaît une tolérance lors d'un usage régulier, qui fait qu'il n'y a plus aucun effet et qu'il faut alors augmenter la dose (six semaines pour la caféine, parfois l'accoutumance est incomplète, deux mois pour la nicotine, pour laquelle le syndrome de sevrage est beaucoup plus important que dans le cas de la caféine).
La pseudoéphédrine a également des effets sur l'attention et l'éveil, à forte dose c'est un dopant parfois utilisé par les étudiants, ses effets durent quelques heures et sont remplacés par une descente, et une accoutumance arrive au bout d'une dizaine de jours. Les risques d'AVC et d'infarctus sont bien réels, en particulier pour les personnes ayant des problèmes cardiaques.
Ces stimulants sont souvent utilisés par les personnes atteintes de troubles du sommeil pour restaurer leur vigilance.
La caféine a un mode d'action atypique car elle agit comme antagoniste des récepteurs à l'adénosine et provoque une libération d'adrénaline. La nicotine agit comme agoniste des récepteurs nicotiniques (d'où leur nom). En agissant à la fois sur l'acétylcholine et la dopamine, celle-ci est efficace pour améliorer la mémoire, mais son effet diminue avec le temps (accoutumance). La nicotine fait passer la demi-vie de la caféine de 4 heures en moyenne à 3 heures 30 voire moins.

## Cholinergiques
Les médicaments cholinergiques agissent sur le système de l'acétylcholine en augmentant la concentration de l'ACh ou en activant ses récepteurs (comme c'est le cas pour la nicotine).
On compte notamment :
1. La rivastigmine ;
2. Le donépézil ;
3. L'huperzine A (en) (efficacité non prouvée) ;
4. La galantamine ;
5. La tacrine ;
6. Le DMAE (efficacité apparemment non prouvée).

## GABAergiques
Les GABAErgiques sont des substances agissant en bloquant le récepteur GABA et donc en empêchant le principal neurotransmetteur inhibiteur du système nerveux central d'agir (il y a donc un risque de convulsions et d'anxiété paroxystique, dose dépendant) et, de ce fait, ont un effet pro-mnésiant fort.
On compte notamment certaines bêta-carbolines (non utilisées en médecine) et le Flumazénil (utilisé en médecine pour antagoniser les effets des benzodiazépines et qui a un fort potentiel dans l'hypersomnie idiopathique, ainsi que dans la réduction de l'accoutumance aux benzodiazépines).

## Antidépresseurs stimulants
Les antidépresseurs stimulants tels que les tricycliques ou la fluoxétine peuvent avoir des effets stimulants et dynamisants, ce qui est parfois recherché, mais les antidépresseurs ayant également une action histaminergique ou cholinergique auront l'effet inverse ou un effet stimulant moindre (par exemple la miansérine).

## Hormones
Certaines hormones telles que la vasopressine, ou un spray nasal contenant de l'orexine pourraient améliorer la cognition.
Les corticostéroïdes peuvent également avoir un effet stimulant, cependant les effets secondaires (à dose moyenne uniquement) tels que l'ostéoporose ou la fonte musculaire et la prise en poids en limitent l'usage.
Cependant, les corticostéroïdes sont souvent utilisés par les étudiants en médecine. Mais cela est plus dangereux à long terme (il peut également y avoir une corticodépendance et l'apparition d'un diabète de type 2) que[Quoi ?] l'usage d'un nootrope tel que le modafinil ou le piracétam.

## Divers
Ces molécules n'ont pas toutes prouvé leur efficacité comme nootrope mais sont généralement sans danger, et consommées de façon fréquente.
- Vitamine C : cofacteur dans la production de la dopamine et la sérotonine.
- L-théanine : trouvée uniquement dans le thé, augmente la concentration de sérotonine, de dopamine, de GABA et a des affinités avec les récepteurs AMPA, kaïnate et NMDA[17]. Elle réduit le stress mental et physique[18] et produit un effet relaxant[19].
- La sulbutiamine (Arcalion) qui aurait un effet sur le glutamate, la dopamine, la norédraline et l'acétylcholine, elle a prouvé son efficacité sur la souris[20]
- La bacopa qui aurait un effet améliorant la mémoire, d'après certaines études[21]
- Le Ginkgo biloba, dont on a prouvé qu'il augmentait l'afflux sanguin vers le cerveau mais aucun effet nootrope n'a été prouvé scientifiquement.

## Molécules démontrées sans effets
Parmi les produits étudiés pour d'éventuels effets nootropiques lors d'études publiées dans des revues à comité de lecture ayant fait l'objet d'une revue, les molécules suivantes se sont montrées inefficaces : 
- Omega-3 / l'Acide docosahexaénoïque (DHA) et l'acide eicosapentaenoique (EPA) ont tous deux été étudiés par une revue Cochrane Collaboration sur l'efficacité des supplémentations en omega-3 contre le trouble du déficit de l'attention avec ou sans hyperactivité (TDAH) et les troubles de la lecture. La revue d'étude a conclu à un bénéfice limité pour ces troubles[22],[23]. Deux autres revues systématiques ont conclu à l'absence d'effets sur la cognition dans la population générale ou chez les adultes d'âge moyen[24],[25]
- Folate : sans effets sur les adultes d'âge moyen ou plus âgés[25]
- Vitamine B6 : sans effets sur les adultes d'âge moyen ou plus âgés[25].
- Vitamin B12 sans effets sur les adultes d'âge moyen ou plus âgés[25].
- Vitamine E : sans effets sur les adultes d'âge moyen ou plus âgés[25]
- Pramipexole : sans effets sur les individus en bonne santé[26]
- Guanfacine : sans effets sur les individus en bonne santé[26]
- Clonidine : sans effets sur les individus en bonne santé[26]
- Fexofénadine : sans effets sur les individus en bonne santé[26]

## La polémique des «smart drugs»
La polémique s'est répandue à la suite de publications de grandes revues mettant en exergue la possibilité d'utiliser des drogues nootropiques pour stimuler son intelligence,. Elle est bien réelle, selon une étude au Royaume-Uni, un cinquième des étudiants auraient déjà consommé une fois du modafinil, l'utilisation de méthylphénidate ou d'autres drogues similaires chez les étudiants est très répandue. L'exemple du film Limitless caricature ces drogues avec son héros qui écrit un livre et gagne énormément d'argent en bourse grâce à une drogue fictive. Le Guide complet sur les nootropiques déclare que le « dopage cognitif n'est plus un sujet tabou ».
Dans son ouvrage La Société de l'amélioration, Nicolas Dévédec exprime le fait nouveau que « l’amélioration des performances humaines devient possible par l’intégration des technologies » et discute du besoin de faire « usage de psychotropes aux fins d’accroître ses capacités intellectuelles, sexuelles ou pour mieux contrôler ses émotions et se sentir mieux que bien » afin de faire face aux pressions et défis du monde social. Il explique dans son œuvre que, pour améliorer son efficacité au travail, lutter contre la fatigue, renforcer sa confiance en soi, augmenter ses performances sexuelles, l'utilisation des médicaments dans cette course à la perfection a évolué de soigner un patient malade ou handicapé à augmenter les performances de personnes en bonne santé.
Le professeur J. Collin de la faculté de pharmacie de l'université de Montréal expose les arguments avancés pour et contre l'utilisation de drogue en dehors du contexte médical. Pour les partisans des smart-drugs, ce serait un droit légitime d'utiliser une substance non addictive pour améliorer ses compétences et, de plus, contrairement au dopage sportif, le dopage cognitif ne profiterait pas uniquement à l'individu mais aussi à la société. Les opposants expriment qu'il s'agit de drogues dangereuses et que les effets cognitifs réels sont un mirage exposé dans le but de vendre des médicaments par les firmes pharmaceutiques. De plus, si la consommation de drogues intellectuelles était omniprésente dans une société où les inégalités font déjà rage, il ne serait plus possible de suivre la course — la vie est-elle une course ? — sans se droguer.
Les deux partis s'accordent sur le fait que les effets réels cognitifs et les effets secondaires à long terme de ces drogues sont encore méconnus et nécessiteraient des recherches et études supplémentaires.